# Граф Кромарти

Герб графов Кромарти

Граф Кромарти — наследственный титул, созданный дважды для рода Маккензи (в 1703 и 1861 годах).

## История
Род ведет своё происхождение от сэра Родерика Маккензи (ок. 1574—1626), чей старший брат Кеннет Маккензи (1569—1611) был лордом Маккензи из Кинтайла в 1609 году и отцом Колина Маккензи, 1-го графа Сифорда (1596/1597 — 1633). Сын Родерика, Джон Маккензи, в 1628 году стал баронетом из Тарбата (графство Росс) в баронетстве Новой Шотландии. Ему наследовал сын сэр Джордж Маккензи, 2-й баронет (1630—1714). Он был видным государственным деятелем и судьей. Джордж Маккензи был лордом — генеральным судьей (1678—1680, 1704—1710) и государственным секретарём Шотландии (1702—1704). В 1658 году он стал пэром Шотландии, получив титулы лорда Маклауда и Каслхейвена и виконта Тарбата. В 1703 году для него были созданы титулы лорда Маклауда и Каслхейвена, виконта Тарбата и графа Кромарти. В 1704 году лорд Кромарти отказался от титула баронета в пользу своего второго сына Кеннета Маккензи (ум. 1728), который стал 1-м баронетом из Кромарти и Гренвиля.

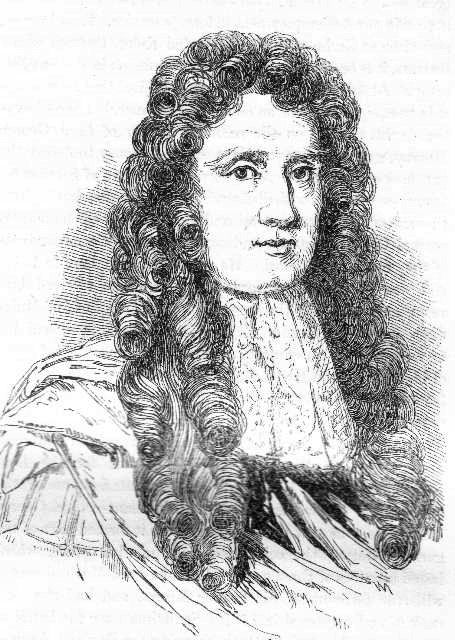
Джордж Маккензи, 1-й граф Кромарти

В 1714 году ему наследовал старший сын Джон Маккензи, 2-й граф Кромарти (ок. 1656—1731). В феврале 1731 года после смерти Джона Маккензи его титулы унаследовал старший сын Джордж Маккензи, 3-й граф Кромарти (ок. 1703—1766). В 1745 году он поддержал Якобитское восстание в Шотландии. В 1746 году в битве при Фолкерк-Муре участвовал отряд из клана Маккензи из 400 человек. В том же году лорд Кромарти был захвачен правительственными войсками и признал себя виновным в государственной измене перед Палатой лордов. Он был приговорён к смерти, но получил в 1749 году условное помилование. Однако все его титулы были конфискованы. Его старший сын и наследник, Джон Маккензи (1727—1789), лорд Маклауд, вместе с отцом участвовал в Якобитском восстании 1745 года. Он также был обвинен в государственной измене и приговорён к смерти, но получил помилование в 1748 году. Позднее он сделал себе успешную карьеру в британской и шведской армиях. Он дослужился до чина генерал-майора британской армии, получил шведское дворянство. В 1784 году его родовые имения были возвращены ему в соответствии с актом парламента за плату в размере 19 000 фунтов стерлингов. Лорд Маклауд скончался бездетным в 1789 году.
Леди Изабелла Маккензи (ум. 1801), дочь третьего графа Кромарти, вышла замуж за Джорджа Мюррея, 6-го лорда Элибанка (1706—1785). Их дочь Мэри Мюррей стала женой Эдварда Хэя из рода маркизов Твиддейл. Его сын Джон Хэй-Маккензи принял дополнительную фамилию «Маккензи». Его единственная дочь Энн Хэй-Маккензи (1829—1888) вышла замуж за Джорджа Сазерленда-Левесона-Гоуэра, 3-го герцога Сазерленд (1828—1892). В 1861 году титулы предков Энн Хэей-Маккензи были восстановлены, она стала баронессой Маклауд из замка Леод в графстве Кромарти, баронессой Каслхейвен из Каслхейвена в графстве Кромарти и виконтессой Тарбат из Тарбата (графство Кромарти) и графиней Кромарти (пэрство Соединённого Королевства).
В 1888 году после смерти Энн Хэй-Маккензи титулы унаследовал её второй сын Лорд Фрэнсис Левесон-Гоуэр, 2-й граф Кромарти (1852—1893). Его старший брат Кромарти Сазерленд-Левесон-Гоуэр (1851—1913) стал 4-м герцогом Сазерлендом в 1892 году. В качестве виконта Тарбата он был младшим лейтенантом шропширских йоменов в 1876 году, а позднее стал майором 2-го добровольческого батальона горцев Сифорта, служил заместителем лорд-лейтенанта графства Росс и Кромарти. Лорд Кромарти не имел сыновей и после его смерти в 1893 году на титулы стали претендовать две его дочери, Леди Сибилл Лилиан и Леди Констанс. В 1895 году старшая дочь Сибилл Лилиан Маккензи (1878—1962) стала 3-й графиней Кромарти. В 1899 году она вышла замуж за Эдварда Уолтера Бланта (1869—1949), сына генерал-майора Карла Харриса Бланта, правнука сэра Генри Бланта, 2-го баронета. Он принял дополнительную фамилию «Маккензи» в 1905 году. В 1962 году ей наследовал старший сын Родерик Грант Фрэнсис Блант-Маккензи, 4-й граф Кромарти (1904—1989). Он был майором сифортских горцев и участвовал во Второй мировой войне. В 1940—1945 годах граф Кромарти находился в плену. Лорд Кромарти был также членом совета графства Росс и Кромарти. В 1979 году он отказался от фамилии Блант, был признал лордом Лайоном из Каберфейдта и главой клана Маккензи. В 1989 году ему наследовал единственный сын Джон Рори Грант Маккензи, 5-й граф Кромарти (род. 1948).
Родовая резиденция находится в Замке Леод, рядом с Дингуоллом в графстве Россшир (Шотландия).

## Баронеты Маккензи из Тарбата (1628)
- 1628—1654: Сэр Джон Маккензи, 1-й баронет (ум. 1654), старший сын Родерика Маккензи из замка Леод (ок. 1574—1626) и Маргарет Маклеод;
- 1654—1704: Сэр Джордж Маккензи, 2-й баронет (1630 — 17 августа 1714), старший сын сэра Джона Маккензи из Тарбата, 1-го баронета, (ум. 1654), и Маргарет Эрскин, с 1703 года — граф Кромарти.

## Графы Кромарти, первая креация (1703)
- 1703—1714: Джордж Маккензи, 1-й граф Кромарти (1630 — 17 августа 1714), старший сын сэра Джона Маккензи из Тарбата, 1-го баронета, (ум. 1654), и Маргарет Эрскин;
- 1714—1731: Джон Маккензи, 2-й граф Кромарти (ок. 1656 — 20 февраля 1731), второй сын и преемник Джорджа Маккензи, 1-го графа Кромарти от брака с Энн Синклер (ум. 1699);
- 1731—1745: Джордж Кромарти, 3-й граф Кромарти (ок. 1703 — 28 сентября 1766), сын Джона Маккензи, 2-го графа Кромарти, от второго брака с Мэри Мюррей (1681 — до 1717).

## Графы Кромарти, вторая креация (1861)
- 1861—1888: Энн Сазерленд-Левесон-Гоуэр, герцогиня Сазерленд, 1-й графиня Кромарти (21 апреля 1829 — 25 ноября 1888), единственная дочь Джона Хэй-Маккензи (ок. 1792—1849) и Энн Гибсон-Крейг (1802—1869);
- 1888—1893: Фрэнсис Маккензи, 2-й граф Кромарти (3 августа 1852 — 24 ноября 1893), третий сын Джорджа Гренвиля Уильяма Сазерленд Левесон-Гоуэра, 3-го герцога Сазерленда, и Энн Хэй-Маккензи;
- 1895—1962: Сибилл Лилиан Блант Маккензи, 3-я графиня Кромарти (14 августа 1878 — 20 мая 1962), старшая дочь Фрэнсиса Маккензи, 2-го графа Кромарти, и Лилиан Джанет Босвилл Макдональд (1856—1926);
- 1962—1989: Родерик Грант Фрэнсис Маккензи, 4-й граф Кромарти (24 октября 1904 — 13 декабря 1989), старший сын подполковника Эдварда Уолтера Бланта-Маккензи (1869—1949) и Сибилл Лилиан Маккензи, 3-й графини Кромарти;
- 1989 — настоящее время: Джон Рори Грант Маккензи, 5-й граф Кромарти (род. 12 июня 1948), единственный сын 4-го графа Кромарти от второго брака с Ольгой Лоуренс (ум. 1996);
  - Наследник: Рори Колин Маккензи, виконт Тарбат (род. 7 сентября 1987), старший сын 5-го графа от второго брака с Джанет Клэр Харли (род. 1955).